# Wonder Girls
Wonder Girls је јужнокорејски женски поп састав основан путем емисије  MTV Wonder Girls 2006. године у Сеулу. Током година постава се мењала те садашњу поставу чине: реперка Јубин и певачице Јеун, Сунми и Хајерим. Састав је најпознатији по свом синглу  "Nobody" из 2008. Тај сингл издан је и на енглеском језику те се пласирао на број 76 на америчкој топ листи хитова Билборд хот 100. Тиме су оне постале први јужнокорејски састав чији је сингл дебитовао на тој топ листи. Године 2012. издају други амерички сингл "Like Money" на којем гостује амерички репер Акон. До сада су издале три студијска албума, од којих су сва три била врло успешна.

## Историја бенда
Оне су први пут представљене током емисије  MTV Wonder Girls  2006. Њихов први концерт одржан је у МТВ студију где су певале песму групе Pussycat Dolls  "Don't Cha" као и њихове песме  "Irony" и "It's Not Love".
Први сингл "Irony" су издале 2007. ЕП "The Wonder Begins" је продао више од 11 400 копија исте године. Тада су имале неколико наступа у Кини и научиле кинески језик. У лето 2007. чланице су прекинуле турнеје ради здравствених разлога. Први први студијски албум  "The Wonder Years" издан је 2007. "Tell Me"  је издат као други сингл, који је завршио на броју један топ листа у Кореји и Тајланду.
Девојке су почеле радити на првом албуму на енглеском језику, који је требао садржати неколико нових песама као и старе песме само на енглеском језику. Такође су планирале и турнеју 2010. али одласком Сунми турнеја је отказана.
Други албум под називом "Wonder World" су издале 7. новембра 2011. године.
Песма "The DJ Is Mine" је била јако позната и популарна а која је истовремено била и тема филма "The Wonder Girls".
Бенд је најавио паузу због удаје једне од чланица и последњи наступ су имале 5. фебруара у Јужној Кореји 2013. године 5 фебруара. Група се састала после две године али не као плесна група већ је свака чланица имала свој инструмент те су свирале. Остале су само њих 4 у групи тада. Сингл под називом "I Feel You" су издале 2. августа а дан касније и нов албум "Reboot".
Дана 26. јануара 2017. JYP Entertainment, њихова продуцентска кућа, је најавила да се бенд распао и да се више неће појављивати на сцени.

## Дискографија

### Албуми
- The Wonder Years (2007)
- Wonder World (2011)
- Reboot (2015)

### EП-ови
- The Wonder Begins (2007)
- So Hot (2008)
- The Wonder Years: Trilogy (2008)
- 2 Different Tears (2010)
- Wonder Party (2012)
- Nobody for Everybody (2012)

### Компилације
- Wonder Girls: Special Edition (2010)
- Wonder Best (2012)

## Филмографија

### Филмови
- 2010: The Last Godfather
- 2012: The Wonder Girls

### Емисије
- 2006-2010: MTV Wonder Girls
- 2007: SBS Gayo Daejeon Music Drama
- 2008: Wonder Bakery
- 2009: Welcome to Wonderland
- 2009: The Wendy Williams Show
- 2009: So You Think You Can Dance?
- 2010: Made in Wonder Girls

## Турнеје
- 1st Wonder Tour (2009-2010)
- Wonder Girls World Tour (2010)
- Wonder World Tour (2012)
- The Like Money US Tour (2012)